# Maquehua
No debe confundirse con Maquehue.
Maquehua es una localidad en la VII Región del Maule, perteneciente a la comuna y ciudad  de Curicó, en Chile.
Se ubica en un cruce que lleva su nombre. Su población estimada es de 20.000 habitantes. Cuenta con un Club Deportivo, del mismo nombre, cuerpo de bomberos , escuela (F-407 Juan de Dios Aldea), Junta de Vecinos y un hotel europeo. La población ha aumentado debido a la llegada de gente a la localidad a través de los proyectos de Chile Barrios. Geográficamente, destaca el cerro Lontué y el río del mismo nombre.
- Datos: Q74591008